# Eparquía de Lungro
La eparquía de Lungro o de Lungro de los ítalo-albaneses de la Italia continental (en latín: Eparchia Lungrensis, en italiano: Eparchia di Lungro y en albanés: Eparhia e Ungrës) es una circunscripción eclesiástica de la Iglesia católica en Italia. Se trata de una eparquía bizantina en Italia, inmediatamente sujeta a la Santa Sede. Desde el 12 de mayo de 2012 su eparca es Donato Oliverio.

## Territorio y organización

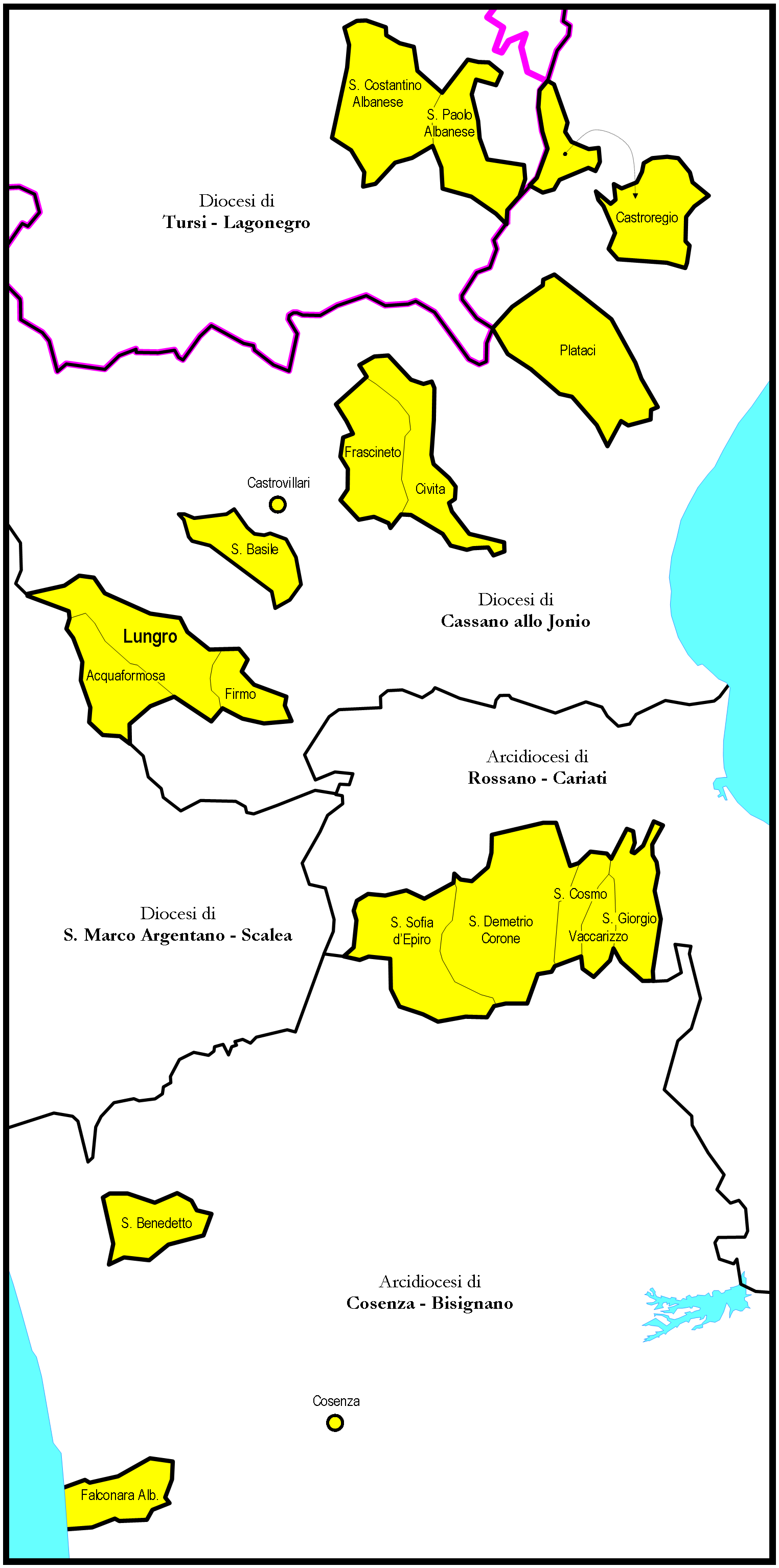
Parroquias de la eparquía

La eparquía tiene 493 km² y extiende su jurisdicción sobre los fieles católicos de rito bizantino ítalo-albanés residentes en 4 regiones de Italia continental, comprendiendo 5 provincias: Cosenza (en la región de Calabria), Potenza (en la región de Basilicata), Pescara (en la región de Abruzos), Lecce y Bari (ambas en la región de Apulia). Pertenece a la región eclesiástica de Calabria. Las celebraciones litúrgicas se realizan en lengua albanesa (oficialmente adoptada en 1968) y en griego antiguo. 

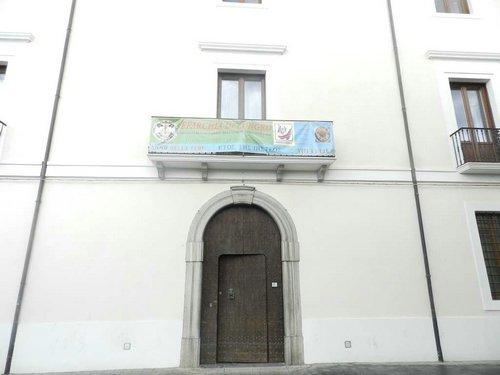
Entrada del palacio episcopal de Lungro

La sede de la eparquía se encuentra en la ciudad de Lungro en donde se halla la Catedral de San Nicolás de Mira. En Cosenza funciona el seminario eparquial ítalo-albanés, el seminario menor de San Basile. En el territorio eparquial están presentes órdenes religiosas que profesan el rito bizantino: la congregación de las Basilianas Hijas de Santa Macrina y la Orden Basiliana de Grottaferrata.

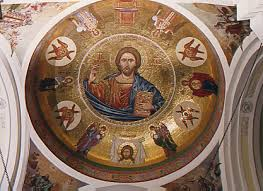
Cúpula de la catedral, J. Droboniku y L. Prifti (1994-1996)

En 2021 en la eparquía existían 30 parroquias ubicadas en 23 comunas.

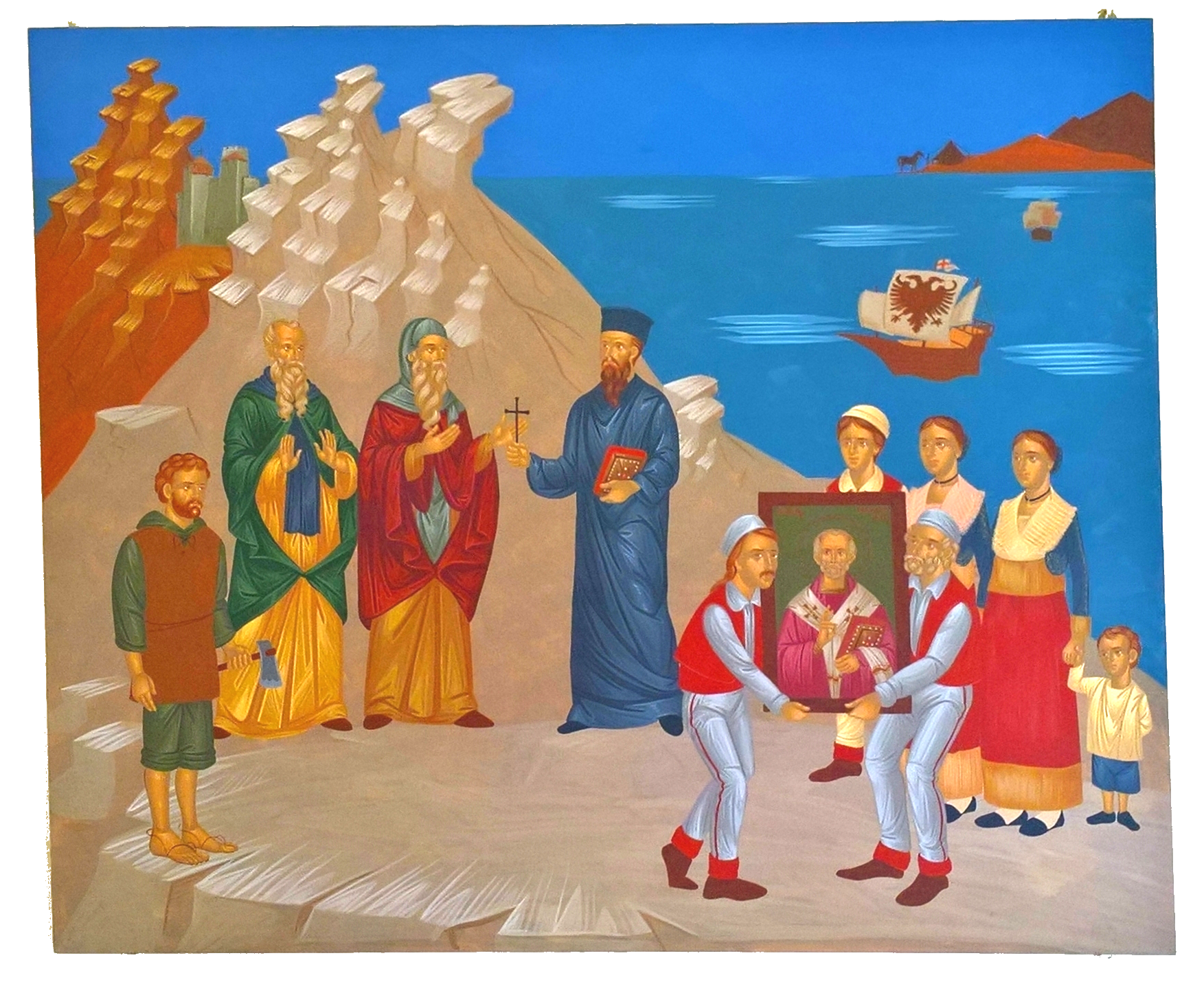
Ícono en la iglesia del Santissimo Salvatore, en Cosenza

En la provincia de Cosenza de la región de Calabria
- Región pastoral 1:
  - San Giovanni Battista, en Acquaformosa
  - Santa Maria di Costantinopoli, en Castrovillari
  - Santa Maria Assunta, en Civita
  - San Giovanni Crisostomo, en Firmo
  - Santa Maria Assunta in Cielo, en Firmo
  - Santa Maria Assunta, en Frascineto
  - San Basilio Magno, en Eianina, comuna de Frascineto
  - San Nicola di Mira, en Lungro
  - Santissimo Salvatore, en Lungro
  - San Giovanni Battista, en San Basile
- Región pastoral 2:
  - Santa Maria ad Nives, en Castroregio
  - San Nicola di Mira, en Farneta en la comuna de Castroregio
  - San Giovanni Battista, en Plataci
- Región pastoral 3:
  - Santi Pietro e Paolo, en San Cosmo Albanese
  - San Demetrio Megalomartire, en San Demetrio Corone
  - Santa Maria di Costantinopoli, en Macchia Albanese en la comuna de San Demetrio Corone
  - San Michele Arcangelo, en Sofferetti en la comuna de San Demetrio Corone
  - San Giorgio Megalomartire, en San Giorgio Albanese
  - San Atanasio il Grande, en Santa Sofia d'Epiro
  - Santa Maria di Costantinopoli, en Vaccarizzo Albanese
  - San Mauro, en Cantinella en la comuna de Corigliano Calabro
  - San Giuseppe, en Marri, comuna de San Benedetto Ullano
- Región pastoral 4:
  - Santissimo Salvatore, en Cosenza
  - San Michele Arcangelo, en Falconara Albanese
  - San Benedetto Abate, en San Benedetto Ullano

En la provincia de Potenza de la región de Basilicata
- Región pastoral 2:
  - San Costantino il Grande, en San Costantino Albanese
  - Esaltazione della S. Croce, en San Paolo Albanese

En la provincia de Pescara de la región de Abruzos
- Región pastoral 2:
  - Santa Maria Assunta, en Villa Badessa en la comuna de Rosciano

En la provincia de Lecce de la región de Apulia
- Región pastoral 2:
  - San Nicola di Mira, en Lecce

En la provincia de Bari de la región de Apulia
- Región pastoral 2:
  - San Giovanni Crisostomo, en Bari

El territorio de la eparquía más lejano de Lungro es Villa Badessa (provincia de Pescara). Los municipios albaneses que practican el rito bizantino están perfectamente integrados en una relación intercultural con los diversos contextos territoriales de las diócesis del rito latino.
Vinculadas a la eparquía de Lungro, así como a la Iglesia italo-albanesa en general, están las parroquias ad personam donde un gran número de arbëreshë han emigrado recientemente: en Italia, en Turín (iglesia de San Michele Arcangelo) creada en 1965 para la comunidad ítalo-albanesa de la arquidiócesis de Turín y en Milán (iglesia de San Sepolcro, anteriormente en la iglesia de San Maurizio al Monastero Maggiore); en Argentina, en Buenos Aires (parroquia de San Jorge); en Brasil, en Río de Janeiro (paróquia Italo-Albanesa Católica de Nossa Senhora Aparecida); en Estados Unidos, en Las Vegas, Nevada (parroquia de la Iglesia católica greco-bizantina de Nuestra Señora de la Sabiduría).

## Historia
Con la primera diáspora albanesa en el siglo XV, los albaneses en Italia preservaron su patrimonio étnico, lingüístico, cultural y espiritual oriental. La comunidad albanesa, a causa de su profesión de fe, progresivamente tuvieron conflictos y relaciones difíciles con los latinos, que desconfiaban de las comunidades de habla albanesa. En el primer período, los albaneses de Italia, además, todavía dependían del patriarcado de Ohrid y del metropolitano ortodoxo. Sucesivamente al Concilio de Trento (1563), que determinó la entrada de la comunidad arbëreshe en la jurisdicción latina, las relaciones empeoraban, y no pocos fueron los contrastes y malentendidos con los obispos latinos de la época que intentaron "latinizar" en todos los sentidos la fe de los albaneses de Italia. Poco después, el rito griego se perdió en favor del latino en muchas comunidades albanesas.
En el siglo XVIII el problema de la preparación cultural, teológica y pastoral de los sacerdotes ítalo-albaneses fue fuertemente planteado. Desde el 10 de junio de 1732, con la bula Superna Dispositione del papa Clemente XII, fue posible tener sus propios obispos para la función de ordenar a los sacerdotes griego-bizantinos para las comunidades albanesas de Calabria y Sicilia.
En 1521 con las bulas Accepimus nuper del 18 de mayo y Cum Nuper del 4 de julio, el papa León X a los obispos "griegos" se les prohibió ordenar clérigos latinos. Respeto de los ritos, la prohibición de pasar a otro rito a voluntad y de usurpar bienes eclesiásticos italo-albaneses.
En 1534 el papa Paulo III con el breve Dudum del 23 de diciembre confirmó lo ya establecido y reiteró la obligación para los obispos latinos de tener un vicario general "griego".
En 1564 el papa Pío IV, con el breve Romanus Pontifex del 16 de febrero, sometió la población albanesa de Italia y de Sicilia, definida como "griega", a la jurisdicción del obispo latino.
En 1576 con la bula In Apostolicae Sedis specula del 13 de enero, el papa Gregorio XIII instituyó en Roma el colegio griego para la formación de los sacerdotes italo-albaneses del "rito griego".
En 1595 el papa Clemente VIII con la bula Prebrevis Instructio super aliquibus ritibus Graecorum publicó 37 artículos y una colección de otros documentos pontificios sobre el comportamiento que los obispos latinos debían adoptar hacia los fieles "griegos" (ítalo-albaneses).
En el siglo XVIII surgió con fuerza el problema de la preparación cultural, teológica y pastoral de los sacerdotes italo-albaneses, sujetos al ordinario de rito latino.
El 10 de junio de 1732, con la bula Superna Dispositione del papa Clemente XII, se erigió en San Benedetto Ullano el Colegio Corsini para los albaneses de rito griego de Calabria. Esto permitió tener obispos propios para la función de ordenar sacerdotes de rito greco-bizantino para las comunidades ítalo-albanesas, dando también la oportunidad de formar un clero ítalo-albanés siguiendo su propia tradición oriental. De hecho, el 10 de julio de 1735 se instituyó el obispo ordinario de los albaneses de rito bizantino de Calabria.
Las disposiciones sobre la libertad de culto de los ítalo-albaneses fueron confirmadas por el papa Benedicto XIV con la bula Etsi pastoralis del 26 de mayo de 1742.
En 1794 el seminario fue trasladado a San Demetrio Corone, tomando el nombre de Colegio Ítalo-Albanés de Sant'Adriano.
Sólo a principios del siglo XIX la Santa Sede volvió más atención a la situación de los fieles albaneses del rito bizantino en Italia, más de cuatro siglos estrechamente relacionados con el rito ortodoxo, por las solicitudes continuas hechas por ellos en el nombramiento de un obispo del rito griego en Calabria y en Sicilia con plenos poderes territoriales.
En 1867 el papa Pío IX renunció a la preeminencia del rito latino sobre los demás ritos y esto inició algunas aperturas por parte de la Santa Sede en el último tercio del siglo XIX.
Más pensativamente, desde 1883 un número significativo de jóvenes ítalo-albaneses procedentes de Sicilia, Calabria, Basilicata, Molise y Abruzos, deseosos de seguir la vida religiosa según sus propios ritos, fueron sido admitidos a prueba en el monasterio basiliano de Grottaferrata, para la recuperación y restauración de la plena observancia del rito bizantino en la abadía, reducido a miembros procedentes de diócesis de rito romano. A partir de ese momento los monjes ítalo-albaneses darán una contribución decisiva y notable al crecimiento religioso, cultural y eclesiástico del monasterio basiliano de Grottaferrata y las instituciones de la abadía darán una contribución significativa a la comunidad arbëreshe.
En 1907 se abrió en Buenos Aires la parroquia de San Jorge Megalomártir (San Jorge de los Ítalo-Albaneses de Argentina) de rito bizantino, para los fieles ítalo-albaneses en gran número que habían emigrado a Argentina.
La eparquía de Lungro de los albaneses de la Italia continental fue erigida el 13 de febrero de 1919 con la bula Catholici fideles del papa Benedicto XV.

I fedeli albanesi di rito bizantino-greco, che abitavano l’Epiro e l’Albania, fuggiti a più riprese dalla dominazione dei turchi, [...] accolti con generosa liberalità [...] nelle terre della Calabria e della Sicilia, conservando, come del resto era giusto, i costumi e le tradizioni del popolo avio, in modo particolare i riti della loro Chiesa, insieme a tutte le leggi e consuetudini che essi avevano ricevute dai loro padri ed avevano con somma cura ed amore conservate per lungo corso di secoli. Questo modo di vivere dei profughi albanesi fu ben volentieri approvato e permesso dall’autorità pontificia, di modo che essi, al di là del proprio ciel, quasi ritrovarono la loro patria in suolo italiano [...] Proinde Nos, de Apostolicae potestatis plenitudine, protinus dioecesim graeci ritus in regione Calabriae canonice instituendam decernimus. Cui quidem dioecesi, Lungrensi nuncupandae, perpetuo attribuimus et adsignamus sequentes paroecias cum omnibus fidelibus tum graeci ritus, tum latini, si qui sunt, eas incolentibus; idcirco easdem e dioecesibus latinis, ad quas modo pertinent, dividimus ac seiungimus. Quae paroeciae sunt nempe: ex archidioecesi Rossanensi, S; Demetrio Corone, S. Giorgio Albanese, Vaccarizzo, Macchia; ex dioecesi Bisinianensi, S. Benedetto Ullano, S. Sofia d'Epiro; ex dioecesi Cassanensi, Acqua Formosa, Civita, Firmo, Frascineto, Lungro, Plataci, Porcile, S. Basile; ex dioecesi Anglonensi, Castroregio, Farneta, S. Costantino Albanese, S. Paolo Albanese.

La nueva eparquía recibió jurisdicción sobre:
- los fieles de rito bizantino y de rito latino de las siguientes parroquias de las regiones de Calabria y de Basilicata: S. Demetrio Corone, S. Giorgio Albanese, Vaccarizzo, Macchia (separadas de la entonces arquidiócesis de Rossano); S. Benedetto Ullano, S. Sofia d'Epiro (separadas de la entonces diócesis de Bisignano); Acqua Formosa, Civita, Firmo, Frascineto, Lungro, Plataci, Porcile, S. Basile (separadas de la diócesis de Cassano all'Ionio); Castroregio, Farneta, S. Costantino Albanese, S. Paolo Albanese (separadas de la entonces diócesis de Anglona);
- los fieles de cualquier rito (eran todos bizantinos) de la localidad de Villa Badessa en la entonces diócesis de Penne en la región de Abruzos;
- los fieles de rito bizantino de la localidad de San Cosmo Albanese en la entonces arquidiócesis de Rossano en la región de Calabria;
- los fieles de rito bizantino de la ciudad de Lecce en la entonces diócesis de Lecce en la región de Apulia.

El reconocimiento constituyó el primer paso para una solución similar para los albaneses de Sicilia, que poco después fue erigida para los fieles de la isla. Para los albaneses en Italia fue una etapa importante para la recuperación ritual y también de las tradiciones albanesas. Anteriormente los ítalo-albaneses del rito bizantino estaban sujetos al ordinario de rito latino y desde el 10 de junio de 1732 las ordenaciones sacerdotales eran celebradas por un obispo titular especialmente designado según la bula Superna dispositione del papa Clemente XII.
En 1921, el instituto religioso de las Hermanas Basilianas, hijas de Santa Macrina, fue fundado por el padre Nilo Borgia y la madre Macrina Raparelli para el apostolado entre las poblaciones albanesas de Italia de rito bizantino y del Oriente cristiano (Albania y Kosovo).
En 1932 se fundó el monasterio basiliano de San Basile.
En 1938 los monjes basilianos ítalo-albaneses regresaron misioneros, después de siglos, a Albania, con la apertura de las dos primeras casas en Fier y Gjirokastra.
En 1940 se celebró en el monasterio de Grottaferrata el I Sínodo Intereparquial de la Iglesia ítalo-albanesa. Fue invitada a participar una delegación de la Iglesia ortodoxa de Albania, un momento histórico que constituye una anticipación del espíritu ecuménico al que siempre ha sido consagrada la Iglesia católica ítalo-albanesa.
Con la caída del régimen comunista, en 1992 se reanudaron las relaciones oficiales con la Iglesia ortodoxa y la Iglesia católica en Albania. La iglesia greco-católica albanesa de San Pietro en Elbasan, construida por los monjes de Grottaferrata, se restauró con fondos de las comunidades ítalo-albanesas. A principios de la década de 2000, la eparquía apoyó a la Iglesia católica de Kosovo, asolada por la guerra.
En 2004 se celebró en el monasterio de Grottaferrata el II Sínodo Intereparquial de la Iglesia católica ítalo-albanesa.
El sacerdote y mártir Josif Papamihali, formado en la eparquía, fue declarado beato en Shkodër en 2016. La madre sor Macrina Raparelli, fundadora de la Congregación de las Hermanas Basilianas Hijas de Santa Macrina, fue declarada venerable en 2017.
En junio de 2023 el primer ministro de Albania realizó una visita oficial a la comunidad ítalo-albanesa de la eparquía.

## Estadísticas
Según el Anuario Pontificio 2022 la eparquía tenía a fines de 2021 un total de 32 630 fieles bautizados.
| Año                                                                             | Población            | Población | Población      | Sacerdotes | Sacerdotes    | Sacerdotes    | Bautizados por sacerdote | Diáconos permanentes | Religiosos | Religiosos | Parroquias |
| Año                                                                             | Bautizados católicos | Total     | % de católicos | Total      | Clero secular | Clero regular | Bautizados por sacerdote | Diáconos permanentes | Varones    | Mujeres    | Parroquias |
| ------------------------------------------------------------------------------- | -------------------- | --------- | -------------- | ---------- | ------------- | ------------- | ------------------------ | -------------------- | ---------- | ---------- | ---------- |
| 1950                                                                            | 40 900               | 41 000    | 99.8           | 38         | 30            | 8             | 1076                     |                      | 4          | 34         | 24         |
| 1970                                                                            | 36 900               | 37 000    | 99.7           | 38         | 31            | 7             | 971                      |                      | 8          | 43         | 24         |
| 1980                                                                            | 34 500               | 34 866    | 99.0           | 34         | 29            | 5             | 1014                     |                      | 6          | 55         | 26         |
| 1990                                                                            | 33 000               | 33 500    | 98.5           | 35         | 33            | 2             | 942                      | 1                    | 3          | 40         | 27         |
| 1999                                                                            | 32 500               | 32 965    | 98.6           | 31         | 30            | 1             | 1048                     | 1                    | 1          | 35         | 27         |
| 2000                                                                            | 32 450               | 32 850    | 98.8           | 30         | 30            |               | 1081                     | 1                    |            | 35         | 27         |
| 2001                                                                            | 32 200               | 32 600    | 98.8           | 30         | 30            |               | 1073                     | 1                    |            | 35         | 27         |
| 2002                                                                            | 31 950               | 32 328    | 98.8           | 30         | 30            |               | 1065                     | 1                    |            | 34         | 27         |
| 2003                                                                            | 31 850               | 32 200    | 98.9           | 30         | 30            |               | 1061                     | 1                    |            | 33         | 27         |
| 2004                                                                            | 32 800               | 33 182    | 98.8           | 31         | 30            | 1             | 1058                     | 1                    | 1          | 33         | 29         |
| 2009                                                                            | 32 900               | 33 000    | 99.7           | 41         | 41            |               | 802                      | 1                    |            | 28         | 29         |
| 2013                                                                            | 33 000               | 33 700    | 97.9           | 45         | 45            |               | 733                      | 1                    |            | 32         | 29         |
| 2016                                                                            | 32 800               | 32 900    | 99.7           | 44         | 44            |               | 745                      |                      |            | 32         | 29         |
| 2019                                                                            | 32 750               | 32 950    | 99.4           | 46         | 46            |               | 711                      |                      |            | 31         | 30         |
| 2021                                                                            | 32 630               | 32 830    | 99.4           | 48         | 48            |               | 679                      |                      |            | 31         | 30         |
| Fuente: Catholic-Hierarchy, que a su vez toma los datos del Anuario Pontificio. |                      |           |                |            |               |               |                          |                      |            |            |            |

## Episcopologio

### Obispos ordinarios para los albaneses de Calabria
- Felice Samuele Rodotà † (17 de septiembre de 1735-15 de octubre de 1740 falleció)[nota 1]
- Nicolò De Marchis † (7 de diciembre de 1742-2 de junio de 1757 falleció)[nota 2]
- Giacinto Archiopoli † (1757-1789)[nota 3]
- Francesco Bugliari † (26 de marzo de 1792-17 de agosto de 1806 falleció)[nota 4]
- Domenico Bellusci † (18 de septiembre de 1807-2 de marzo de 1833 falleció)[nota 5]
- Gabriele De Marchis † (23 de junio de 1833-18 de abril de 1858 falleció)[nota 6]
- Agostino Franco † (1858-1859)[nota 7]
- Giuseppe Bugliari † (10 de septiembre de 1875-1888 falleció)[nota 8]
- Giuseppe Schirò † (30 de julio de 1889-29 de noviembre de 1896)[nota 9]
- Giovanni Barcia † (24 de abril de 1902-2 de diciembre de 1912)[nota 10]

### Obispos de Lungro
- Giovanni Mele † (10 de marzo de 1919-10 de febrero de 1979 falleció)
- Giovanni Stamati † (20 de febrero de 1979-7 de junio de 1987 falleció)
- Ercole Lupinacci † (30 de noviembre de 1987-10 de agosto de 2010 retirado)[11]
- Donato Oliverio, desde el 12 de mayo de 2012